# 長谷部甚弥
長谷部 甚弥（はせべ じんや、1807年 - 1883年1月18日）は、幕末から明治にかけての幕臣・漢学者。名は満連、通称は初め亥十郎、のち甚弥と改めた。旅翁・謙菴と号し、甲府徽典館学頭・静岡学問所教授等を務めた。
門人に伊庭八郎・目賀田種太郎等がある。

## 経歴
文化4年、御徒組長谷部甚十郎の子として江戸下谷御徒町に生まれる。文政4年、井上頤堂（熊蔵、古賀精里の門人）に入門して漢学を学ぶ。嘉永4年、永井尚志と並んで甲府徽典館学頭となる。同5年江戸に帰り、安政2年には学問所教授方出役を命じられる。慶応4年には御儒者となるが、幕府瓦解により静岡に移り、静岡学問所の三等教授となった。明治2年には二等教授に進む。また同4年には小鹿村に私塾・三余堂義塾を開いた。明治16年1月18日76歳にて歿し、本覚寺（静岡市駿河区池田）に葬られた。